# Osmia nearctica
Osmia nearctica  (лат.) — вид пчёл рода осмии из трибы Osmiini семейства Мегахилиды. Северная Америка.

## Распространение
Неарктика: Канада (Квебек, Нунавут, Онтарио, Юкон, Северо-Западные Территории)

## Описание
Длина самок 9,0—11,5 мм, длина их передних крыльев 6,5—7,2 мм (у самцов: 8,0—9,1 и 6,0—6,5 мм, соответственно). Основная окраска коричнево-чёрная (красноватый оттенок на челюстях, усиках, апикальных краях 1-5 тергитов брюшка и ногах). Наличник ниже апикального края с пучком золотистых и медиально направленных назад волосков. Коричневые волоски покрывают разные части тела, кроме следующих исключений: беловато-жёлтые волоски расположены на мандибулах, на лице и вертексе, иногда на щёках, на дорсальной поверхности брюшных тергитов T2, T5, T6; волоски от белого до жёлтого цвета расположены на мезоскутуме, мезоскутеллюме и метанотуме, на дорсальной части проподеума (кроме треугольника именуемого triangle), и на дорсальной части тергита T1; золотистые волоски — на лапках. Голова и грудка почти полностью покрыты мелкими пунктурами, более или менее округлыми по форме и не очень глубокими. Пронотум, метэпистернум, метанотум и боковые и задняя поверхности проподеума с очень слабо вдавленными пунктурами.
Вид был впервые описан в 2010 году американскими энтомологами Молли Райтмиер, Терри Грисволдом (Molly G. Rightmyer, Terry Griswold, USDA-ARS Bee Biology and Systematics Laboratory, Utah State University, Logan UT, США) и Майклом Ардусером (Michael S. Arduser, Missouri Department of Conservation, Миссури, США). Таксон Osmia nearctica это один из двух ныне признаваемых в Северной Америке видов видовой группы xanthomelana species group, чьи таксоны характеризуются более или менее блестящей вентральной областью проподеального треугольника, апикально расширенными мандибулами у самок, и особенностями строения гонофорцепсов гениталий самцов (Rightmyer et al. 2010). Вид Osmia nearctica наиболее сходне с палеарктическим видом Osmia xanthomelana, а также с сходен с Osmia maritima, отличаясь формой мандибул и клипеуса, внешними шпорами задних ног. Самки Osmia maritima имеют почти чёрное опушение клипеуса (у Osmia nearctica имеется значительное число светлых волосков) и более длинными волосками на галеа.